# Вулкан (Алба)
Вулкан (рум. Vulcan) — село у повіті Алба в Румунії. Входить до складу комуни Чуруляса.
Село розташоване на відстані 315 км на північний захід від Бухареста, 50 км на захід від Алба-Юлії, 76 км на південний захід від Клуж-Напоки, 144 км на схід від Тімішоари.

## Населення
За даними перепису населення 2002 року у селі проживали 93 особи, усі — румуни. Усі жителі села рідною мовою назвали румунську.